# アキリ
アキリ（1985年9月21日 - ）は、日本の漫画家。島根県出身、在住。公益社団法人日本漫画家協会所属。2024年から『月刊サンデーGX』（小学館）にて『アンダーク 新しい透明な力のすべて』を連載している。

## 来歴
2013年から2015年まで『やわらかスピリッツ』（小学館）にて『ストレッチ』を連載。2019年2月から2023年4月まで『月刊サンデーGX』（同）にて『ヴァンピアーズ』を連載。2021年3月には、ヴィレッジヴァンガード主催の百合をテーマとした大規模フェア「百合展2020電子版」に参加。2024年より同誌にて『アンダーク 新しい透明な力のすべて』の連載を開始。

## 人物
ペンネーム「アキリ」の由来は、グレッグ・イーガンのSF小説『万物理論』の登場キャラクターの名前から拝借したもの。
好きな漫画家に24年組の漫画家たちや吉田秋生、吉野朔実、佐々木倫子、谷川史子、津田雅美を挙げている。
ジャズ、前衛をはじめとして多様な音楽を愛好し、趣味用SNSアカウントでは楽曲の感想や紹介などをたびたび投稿、当該アカウントのプロフィールには「Musicophilia」（音楽嗜好症）と記載している。

## 作品リスト

### 連載
- ストレッチ（『やわらかスピリッツ』2013年5月23日[9] - 2015年10月15日[10]）
- ヴァンピアーズ（『月刊サンデーGX』2019年3月号[4] - 2023年5月号[5]）
- アンダーク 新しい透明な力のすべて（『月刊サンデーGX』2024年7月号[3] - ）

### 読み切り
- デオドラント[11]（『ビッグコミックスピリッツ』2014年30号） - お色気テーマ[12]。

### 書籍
- 『ストレッチ』、小学館〈ビッグスピリッツコミックススペシャル〉2014年 - 2015年、全4巻
- 『ヴァンピアーズ』、小学館〈サンデーGXコミックス〉2019年 - 2023年、全9巻
- 『アンダーク 新しい透明な力のすべて』、小学館〈サンデーGXコミックス〉2024年 - 、既刊2巻（2025年5月19日現在）